# Israels udenrigsrelationer
Denne artikel omhandler Israels udenrigsrelationer. Staten Israel blev medlem af FN den 11. maj 1949. I dag har Israel diplomatiske relationer med 162 stater. Antallet er forholdsvist lavt, da en stor del af den muslimske verden ikke anerkender Israel som en legitim stat. I Israels udenrigspolitik er forsøgene med at få fred med arabiske lande, som de har kæmpet mod siden deres etablering, og at etablere kommercielle og kulturelle bånd med nationer rundt om i verden, en høj prioritet.

## Diplomatiske relationer
Efter etableringen af Staten Israel i 1948 led Den jødiske stat af diplomatisk isolation og boykot af Den Arabiske Liga. Siden 1967 har den etableret diplomatiske relationer med de fleste lande, inkluderet to af sine arabiske naboer, selv om mange arabiske og muslimske lande har fortsat med at holde afstand fra staten. Efter Madrid-konferencen i 1991, og som et direkte resultat af fredsprocessen, har Israel etableret eller fornyet diplomatiske bånd med 68 lande.
Pr. november 2006 havde 34 lande formelle diplomatiske relationer med Israel:
- Afrika: Algeriet, Tchad, Comorerne, Djibouti, Guinea, Libyen, Mali, Marokko, Niger, Somalia, Sudan, Tunesien
  - (Den sahrawiske arabiske demokratiske republik i Vestsahara anerkender ikke Israel, men er ikke medlem af FN.)
- Amerika: Cuba[2]
- Østasien: (Republikken Kina)[3], Nordkorea[2]
- Sydasien: Afghanistan, Bangladesh, Pakistan, Bhutan,[4] Maldiverne
- Sydøstasien: Brunei, Indonesien, Malaysia
- Sydøstasien: Bahrain, Iran, Irak, Libanon, Kuwait, Oman, Qatar, Saudi-Arabien, Syrien, Forenede Arabiske Emirater, Yemen

I oktober 2000 blev de israelske kontorer i Marokko, Tunesien og Sultanatet Oman lukkede, da disse lande afslog relationer med Israel. Republikken Kina (eller Taiwan) anerkender Israel, men har ikke officielt relationer med landet (der findes "uofficielle relationer") på grund af Israels anerkendelse af FR Kina.
Alle portugisisktalende lande som afrikanske Guinea-Bissau, Ækvatorial-Guinea, Mozambique og Kap Verde, vedligeholder diplomatiske relationer med Israel.

## Afrika

### Angola
Relationer mellem Israel og Angola er hovedsageligt baseret på handel og fælles positiv indstilling til USA's udenrigspolitik, og er udmærket. I marts 2006 nåede handelsvolumen mellem disse to lande 400 millioner USD. Den israelske ambassadør i Angola er Avraham Benjamin. I 2005 besøgte præsident José Eduardo dos Santos Israel.

### Sydafrika
Relationer mellem Israel og Sydafrika blev etableret så tidligt som i 1948, da nationalisternes statsminister Daniel François Malan besøgte Israel og "glemte" den klart antisemitiske profil som hans eget parti havde i løbet af 1930’erne og modstanden mod at samarbejde med landene, som kæmpede mod Hitler i løbet af 2. verdenskrig. Efter Sharpevillemassakren i 1960 var Israel en af de mest højlydte kritikere af det sydafrikanske apartheid-regime, som, sammen med Israels intensive samarbejde med nyligt uafhængige subsahariske stater, næsten holdt på at bryde relationer med Pretoria. Alligevel, efter 1967, og specielt i 1970’erne, blev Israel Pretorias strategiske partner. Israel blev kun med Vesten i at boykotte Sydafrika før i 1980’erne, da apartheid kollapsede. Relationer mellem dagens Israel og Sydafrika er øgende og varm, selv om Sydafrika har været en frittalende kritiker af Israels behandling af palæstinenserne.

## Asien

### Armenien
Relationerne mellem Armenien og Israel er stærke og historiske, delvis på grund af de historiske armenske samfund, som befinder sig i Det armenske kvarter i Jerusalems gamleby. Siden sin uafhængighed har Armenien modtaget støtte fra Israel og er i dag en af deres største handelspartnere. Mens begge lande har diplomatiske relationer, så har ingen af dem ambassader i det andet land. I stedet er Ehud Moshe Eitam, den israelske ambassadør i Armenien, i Tbilisi, Georgien, og besøger Yerevan to gange om måneden.

### Filippinerne
Den 29. november 1947 var Filippinerne den eneste asiatiske nation, der støttede delingsresolutionen, hvor FN satte en jødisk stat i Palæstina. Israel og Filippinerne etablerede et fuldt diplomatisk forhold i 1957. Ambassader blev åbnet i både Tel Aviv og Manila i 1962. De to lande har haft varme relationer på alle områder. I 1997 signerede de to lande en forståelsesfranchisetabel (MOU) og institutionaliserede den tosidige politiske dialog mellem de respektive udenrigsministre. Den politiske dialog går parallelt til det rige samarbejde inden for handel og økonomi, kultur, teknisk assistance, videnskab, akademisk udbytte, turisme etc.
Der er omtrent 60 000 filippinske arbejdere i Israel.

### Indien
Indien etablerede diplomatiske relationer med Israel i 1992, og har siden dengang været en af Israels stærkeste allierede i Asien. De to lande samarbejder med antiterrorismeaktiviteter i Mellemøsten og Sydasien.[kilde mangler] Israel er Indiens næststørste våbenforsyner og Indien er Israels principielle våbenmarked, og handelsvolumen mellem de to lande er blevet øget betydeligt de seneste år.[kilde mangler] Samarbejde har taget plads inden for rumfartssektoren så vel som med Indien, som udskyder for israelske satellitter.

### Iran
Relationer mellem Israel og Iran er gået fra nære politiske alliancer mellem de to stater under Pahlavi-dynastiets æra, til fjendtlighed efter ayatollah Ruhollah Khomeinis magtfremgang. For tiden har landene ikke nogen diplomatiske forbindelser på grund af Irans fornægtelse af Israel som en suveræn stat.
Nylige kommentarer fra Mahmoud Ahmadinejad
blev opfattet som trusler om destruktion.
En stor del iranske jøder er bosat i Israel, med tidligere præsident Moshe Katsav, tidligere statschef/forsvarsminister Shaul Mozaf, tidligere statschef Dan Halutz som de mest kendte.

### Japan
Den 15. maj 1952 blev diplomatiske relationer etableret med den japanske regering på et gesandtskabsniveau. Alligevel holdt de japanske myndigheder sig fra at udnævne en ministerfuldmægtig i Israel frem til 1955. Relationer mellem de to stater var reserveret til at begynde med, men efter 1958, som krævet, hændte der ingen brud. Dette var på samme tid som den arabiske verden pålagde oliehandelsforbud mod flere lande, inkluderet Japan.

### Kina
Den 9. januar 1950 udvidede Israels regering sin anerkendelse af Folkerepublikken Kina, men diplomatiske forbindelser blev ikke etableret før i januar 1992.
Israel har forsynet Kina med teknologisk assistance inden for avanceret landbrug og kunstvanding. Tosidige forsknings- og udviklingsprojekter, støttet af Kina-Israel-landbrugsforskningsfondet, er fokuseret på udviklingen af nye variationer af frugt og grøntsager, landbrugsbioteknologi og fremdyrkning af moderne teknologier for bearbejdelse af ferske landbrugsvarer. Israel har bygget tre store demonstrationsgårde i Kina og flere træningscentre som støttes af både kinesiske og israelske landbrugsministre.
Israel har også forsynet Kina med militær assistance, ekspertise og teknologi. Ifølge en rapport fra US-Kinas sikkerhedsmønstringskommission: "Israel rangeres som nummer to efter Rusland som våbensystemforsyner til Kina som en kanal for sofistikeret teknologi, efterfulgt af Frankrig og Tyskland". Israel var klar til at sælge Kina the Phalcon, et israelsk flybåret radarsystem (AWACS), indtil USA tvang forhandlingerne i knæ.
Siden etableringen af diplomatiske relationer har kulturel veksling været en større komponent inden for de tosidige relationer, siden begge sider anerkender vigtigheden af at danne et stærkt grundlag baseret på deres antikke og rige historier. I 2007 lancerede Kina en national "kulturfestival" i Israel for at markere femten år med relationer.

### Singapore
Singapore og Israel har stærke tosidige bånd og har haft stærke bånd siden starten. Dette er delvis på grund af begge landenes opfattelse af dem selv som regionale, økonomiske kraftstationer omgivet af meget større muslimske lande med hvem de har, mildest talt, urolige forhold. I løbet af Singapores pludselige selvstændighed og uafhængighed (som en konsekvens af, at de blev udvist fra Malaysia), appellerede Singapore til det internationale samfund for teknisk assistance og militær bistand. Israel svarede bekræftende og sendte over en mission for at starte Singapores økonomi, og for at kreere, fra begyndelsen af, Singapores forsvar og dets forsvarsministerium, det tidligere model efter Israels forsvar både i doktriner og slagorden.
I dag har begge landene omfattende økonomiske bånd og har et højt volumen af handel, med et eftertryk på teknologi og forskning og udvikling på områder inden for bioteknologi og forsvar.
Israels nationale flyselskab El Al flyver ikke til Singapore, da Singapore er beliggende i samme region som Indonesien og Malaysia, som begge er fjendtlige over for Israel, og tillader dermed ikke overflyvningsrettigheder til israelske fly.
Israel har haft diplomatiske forbindelser i Singapore siden dets tidligste dage, med repræsentation formaliseret i 1968. Singapore er et regionalt centrum for israelsk forretningsliv, mens et øgende antal medlemmer af begge forretningssamfund leder efter muligheder til at sammenføje risikoer inden for bioteknologi-, it- og programvareindustrier.
Flere tosidige aftaler giver et solidt rammeværk for samarbejde inden for områder som sundhedsvæsen, forsvar og teknologisk forskning og udvikling. For nylig, i 1997, blev et tonationalt fond for at finansiere nye teknologiske produkter etableret, en indikation på dybere tosidig samarbejde mellem begge staterne.
Kulturel forbytning er blevet fremhævet ved at opmuntre israelske artister til at deltage ved internationale arrangementer i Singapore, og kultiverer dermed en bred interesse for israelsk fremføringskunst. Den årlige filmfestival er vokset til at blive en hjørnesten i det strukturerede rammeværk for aktiviteter.

## Nordamerika

### USA
Forholdet mellem Israel og USA har udviklet sig fra at være en indledende USA-politik om sympati og støtte for oprettelsen af en jødisk stat i 1948 (USA var det første land, som anerkendte etableringen af staten) til et normalt venskab, som kobler Israel sammen med USA, som prøver at balancere konkurrerende interesser i Mellemøstregionen. USA er blevet anset som Israels mægtigste og mest støttende allierede i næsten 40 år og er vært for den årlige honnørparade for Israel i New York.
USA er Israels største handelspartner, som står for 22,4 % af Israels 43,19 milliarder USD i import, og 42,1 % af Israels 40,14 milliarder USD i eksport årlig (2005). USA forsyner også Israel med 2,4 milliarder USD i militær assistance årligt, som udgør 24,5 % af Israels årlige militærudgifter (2005).
Israel er den 19. største modtager af amerikansk udenlandsbistand.

### Canada
Canadas forhold til Israel begyndte i 1947, da Canada var repræsenteret i FN’s specialkomité for Palæstina. Canada og 32 andre lande stemte for en jødisk stat, og begyndte dermed et langvarende forhold med Israel baseret på en delt forpligtelse over for demokratiske værdier, forståelse og indbyrdes respekt.

## Oceanien

### New Zealand
New Zealands støtte til Israel har en lang historie, og begyndte med, at New Zealand støttede FN’s delingsplan for Palæstina/Israel-området i 1947. Siden da har de fleste af New Zealands regeringer generelt været positive for Israel. De diplomatiske forbindelser mellem New Zealand og Israel er imidlertid blevet værre de seneste år. Efter 53 år med fulde diplomatiske forbindelser, blev den israelske ambassade i Wellington lukket i 2002. På et tidspunkt var der fire ambassader i det sydlige stillehavsområde, i Canberra, Sydney, Wellington og Suva på Fiji-øerne. I dag er kun ambassade i Canberra åben, og denne repræsenterer nu forbindelser mellem Israel og New Zealand.
Nedlæggelsen af ambassaden i Wellington i 2004 kan skyldes et kostnødskud på 5,4 millioner amerikanske dollar af den israelske udenrigsminister, men det er svært at definere grunden til de svagere forbindelser nøjagtigt. Eftersom handel med arabiske lande spiller en stor rolle i New Zealands industri, er det blevet spekuleret om udenrigspolitikken spillede ind. I juni 2004 kritiserede New Zealands regering åbent Israels politiske planering af palæstinensiske hjem og donerede 534 000 dollar for at hjælpe hjemløse palæstinensere.
En større skandale opstod midt i 2004, og førte til mere alvorlig nedbrydning af forholdet. To mistænkte Mossad-agenter blev fængslet i tre måneder og måtte betale 35 000 dollar i bøde for et forsøg på at skaffe sig falske newzealandske pas. Besøg og møder på højere niveauer mellem de to lande blev øjeblikkeligt aflyst, pasrestriktionerne blev hævet officielt og et forventet besøg til New Zealand af den israelske præsident Moshe Katsav blev aflyst. Over et år senere bad Israel om undskyldning, og New Zealands statsminister Helen Clarc udtalte, at det var på tide at genoprette venskabelige diplomatiske forbindelser med Israel.

## Europa

### Irland
Fuldstændige diplomatiske forbindelser mellem Irland og Israel blev oprettet i 1975. Pr. 2006 var den israelske ambassadør i Irland Zion Evrony, og den irske ambassadør i Israel Michael Forbes.
Den irske regering fulgte samme linje som andre EU-landes regeringer under Israel–Libanon-krisen 2006, og den irske taoiseach, Bertie Ahern, fordømte Israels handlinger som "hensynsløse og uforholdsmæssige" og opfordrede til en umiddelbar våbenhvile fra begge sider, hvilket også fordømte Hizbollas gerninger. I løbet af konflikten blev en sending bomber, som blev forsøgt at lande i Republikken Irland fra USA til Tel Aviv, hindret i at komme i irsk luftrum og lufthavne i den irske regering. Våbnene var en del af en række aftalte sendinger mellem USA’s regering og Israel. Sendingen blev i stedet afledet til Skotland, hvor de også forårsagede uenigheder.

### Italien
Relationerne mellem Italien og Israel, traditionelt voldsomme, er forblevet stærke frem til nu. De respektive diplomater besøger begge det andet land ofte, mens handelen er betydningsfuld. Den israelske regering har fulgt kampen mod international terrorisme efterstræbet af den italienske regering med stor interesse (også på det europæiske område: Riva del Gardas beslutning om at inkludere Hamas i de europæiske organisationer betragtet som terrorister). Der er også blevet sat pris på, hvad den italienske præsident har gjort i FN’s struktur i sager, som omhandler Mellemøsten. Israel ønsker også den konsekvente og faste adfærdslinje Italien har vist, i kontrast til antisemitismen, som dukkede op i alle mulige former i den israelske regering.
Italiensk kultur er vældig højt anset i Israel, med israelere, som ofte besøger Italien for uddannelse, arbejde, turisme og naturvidenskabelige og kunstneriske udvekslinger. I løbet af de sidste ti år er 105 bøger af italienske forfattere blevet oversat fra italiensk til hebraisk. Et stærkt samfund af italienske jøder, som er immigreret til Jerusalem har strenge kulturelle bånd og fremhæver italiensk kultur i landet. Den italienske kulturinstitution tog nylig initiativ til og organiserede en serie af aktiviteter i Kulturcenteret for jøderne af libysk oprindelse i Or Yehuda, hvor et kursus i italiensk for nylig var blevet arrangeret.
Den italienske ambassade og den italienske kulturinstitutionen var for nylig med på at oprette en orden for "Venner af Italien", som består af mere end 15 000 mennesker. I 2004 førte forhandlinger til, at den nye treårige protokol (2004–2007) af den tosidige akkord i kultursektoren trådte i kraft pr. november 1971. Den italienske kulturinstitution har eksisteret i Israel siden 1960 med principielle kontorer i Tel Aviv og en adskilt sektion i Haifa. Der bliver undervist i det italienske sprog i forskellige centre rundt om i landet. Det totale antal studenter, som studerer i centre under direkte kontrol af Det italienske kulturinstitut pr. 2004 er omkring 1500, på 150 kurs med 30 lærere. Hvis Dante Alighieri-forbundskurserne er medregnet, er der omkring 2500 studenter, som studerer sproget.
For nylig er muligheden for at introducere oplæring i italiensk sprog i forskellige videregående skoler og akademikerinstitutioner blevet succesfuldt gennemført. I skoleåret 2005&ndahs;2006 havde Den italienske kultursinstitutionen i Tel Aviv opnået en enighed med Interdisciplinary Center di Herzelya for åbningen af tre akademiske kurser i italiensk kultur og sprog. Det er også blevet undervist i italiensk på fire af de syv universiteter i Israel: Det hebraiske universitet i Jerusalem, Universitetet i Tel Aviv, Ben Gurion-universitetet i Be'er Sheva og Universitetet i Haifa. Gennemsnittet for registrering af unge israelske studenter til italienske universiteter er omkring 400 pr. år, for det meste inden for sektorerne medicin, jura, naturvidenskab, politik, arkitektur og kunst. I skoleåret 2004–2005 øgede antallet, som meldte sig på med rundt 10 %.

### Cypern
Israel har haft diplomatiske forbindelser med Cypern siden Israels uafhængighedserklæring i 1948, da Cypern var under britisk beskyttelse. Israel og Cyperns forbindelser har fortsat at udvikle sig siden 1960, da Cypern blev en selvstændig stat.

### Luxembourg
I november 1947 stemte Luxembourg for delingsplanen for at kreere den jødiske stat. Israel og Luxembourg etablerede fulde diplomatiske relationer i 1949. På grund af Luxembourgs lille størrelse er den israelske ambassade beliggende i Bruxelles og Luxembourg er repræsenteret politisk af den hollandske ambassade og økonomisk af den belgiske ambassade.

### Norge
Relationerne mellem Norge og Israel har eksisteret siden Palæstina-spørgsmålet rejste sig i 1947, og mest centralt i forholdet står Norges tilrettelægning for fredsforhandlinger mellem Israel og PLO med den påfølgende Oslo-aftale i 1993.
Norge stemte for, at Israel skulle blive optaget i FN efter 2. verdenskrig, og havde på den tid en pro-israelsk international politik, med Arbeiderpartiet, som havde regeringsmagten, i spidsen. Denne enighed blev dog mere splittet i tiden mellem 1947 og 1949, da der blev uenighed mellem udenrigsministeriet og den politiske ledelse, ført an af Halvard Lange.
Efter 2. verdenskrig havde jøderne sympati i Norge. Også en flyulykke på Hurum, hvor 27 jødiske børn var involveret og kun én overlevede, var med på at styrke jødesympatien. Der blev på denne tid startede en indsamlingsaktion med intention at opbygge en israelsk landsby ved navn "Moshav Norge", ledet af Arbejderpartiets partisekretær Haakon Lie.
Norge var i 40- og 50’erne den næststørste bruger af Suez-kanalen, og der at kunne færdes frit der var vigtig for de norske rederier. Dette førte til stærkt samarbejde mellem ledelsen i udenrigsministeriet og toplederne i Norges Rederforbund. Norge markerede senere sin modstand til Storbritannien, Frankrig og Israels håndtering af den såkaldte Suez-krigen. Her gik Norge ind i eftertid for at finde fredsløsninger.
Fra slutningen i 50’erne/begyndelsen af 60’erne begyndte en stigende misfornøjelse i Israels politik blandt befolkningen og hos udenrigsministeriet. Udover 70- og 80’erne voksede også nordmænds forståelse for palæstinensernes krav og situation, og solidaritetsgrupper opstod. Knut Frydenlund, tidligere udenrigsminister, var blandt de, som tog palæstinensernes spørgsmål op. Ovennævnte havde med flere et uofficielt møde med Yassir Arafat, og i 1989 havde Thorvald Stoltenberg et officielt møde med Arafat. Dette signaliserede en større norsk forståelse for palæstinensernes elementære krav.
I 1993 kom den såkaldte Oslo-aftalen, som blev ført ved en række hemmelige møder mellem PLO og Israel. Møderne blev afholdt i Oslo, og blev ledet af Terje Rød-Larsen, Johan Jørgen Holst med flere. Dette førte til, at PLO og Israel anerkendte hinanden, og lagde grundlag for videre fredsforhandlinger. Senere blev dette fulgt op af "Oslo II-aftalen", som havde som mål at udvide Palæstinas selvstyre på Vestbredden.
Norge har i eftertid fulgt op på disse fredsaftaler med politisk indsats på flere forskellige måder.

### Spanien
Israel og Spanien har vedligeholdt diplomatiske bånd siden 1986. Relationerne har været anspændte siden august 2006 efter, at den spanske statsminister José Luis Rodríguez Zapatero var tilstede på et protestrally mod krigen i Libanon, mens han havde et keffiyeh rundt om halsen. Alligevel så er Israels eksport af varer til Spanien på en optur, totalt 870 millioner USD i 2006, og israelske firmaer driver forretninger med Spanien, inkluderet Dead Sea Works, Haifa Chemicals, Amdocs, Comverse og Teva Pharmaceuticals.

### Schweiz
Etableringen af staten Israel er nært koblet til Schweiz: Den første zionist-kongres blev afholdt i Basel i 1897. I tillæg har 15 andre kongresser af totalt 22 været holdt i Schweiz. Forud for etableringen af staten Israel i Palæstina, vedligeholdt Schweiz et konsulat i Jerusalem (godkendt af det britiske mandat) og et konsulentbureau i Tel Aviv. De anerkendte den nye stat i 1949 og åbnede et konsulat i Tel Aviv. Dette konsulat blev opgraderet til ambassade i 1958. Det schweiziske samfund i Israel er det største i den asiatiske region, med et total på omkring 12 000 personer.
Israel er et af Schweiz’ vigtigste eksportmarkeder i Mellemøsten. Tosidige aftaler og regeringsrelationer inden for mange forskellige områder: luftforbindelser (1952), handel (1956), forbryderudlevering (1958), forligsmægling, juridiske og mæglingsfremgangsmåder (1965), nedlæggelse af visum (1967), socialtryghed (1984) og dobbelt beskatning (2002). Siden 1993 har der været en frihandelsaftale mellem EFTA og Israel. Efter eskaleringen af Mellemøsten-konflikten stoppede Schweiz våbensalg og militært samarbejde med Israel i flere år (2002–2005). Dette ledte til en vis nedkøling i de tosidige relationer. Siden 2004 har der været normal politisk dialog mellem Schweiz og Israel.
Schweiz har repræsenteret Israels interesser i et antal lande slå som Ungarn (1967–1989), Guinea (1967–1973), Sri Lanka (1970–1976), Madagaskar (1973–1994), Liberia (1973–1983) og Ghana (1973–2002). I modsætning har de også repræsenteret interesser i Iran (1958–1987) og Elfenbenskystens (1973–1986) interesser i Israel. I dag er de med i arbejdet med en fredsløsning på Mellemøsten-konflikten og respekt for international humanistisk lov. Ved at støtte programmer for civil fredsbygning og dialogprojekter, inkluderet Geneve-initiativet, bidrager Schweiz til fredfuld sameksistens mellem nationer i Mellemøsten.

### Tyskland
Israel og Tyskland opretholder et "specielt forhold", der er baseret på fælles trosgrundlag, vestlige værdier og en kombination af historiske perspektiver.
Blandt de vigtigste faktorer i deres forhold er Nazi-Tysklands rolle i folkemordet på europæiske jøder under holocaust.

### Tyrkiet
Sammen med USA er Tyrkiet en af Israels to nærmeste allierede i verden. Tyrkiet var den første nationen, hvor muslimer udgør størstedelen af befolkningen, som formelt anerkendte Staten Israel, kun et år efter erklæringen om oprettelsen af den jødiske stat (28. marts 1919). Israel har været den største bidragsyder til det tyrkiske forsvar. Militær, strategisk og diplomatisk samarbejde mellem Tyrkiet og Israel er højt prioriteret af regeringen i begge lande, hvor begge tager hensyn til de regionale ustabiliteter i Mellemøsten. En forklaring på det nære samarbejdet er, at både Israel og Tyrkiet er præget af Vesten, pluralistiske demokratier i en region (Mellemøsten) hvor begge landene er etiske og sprogligt isolerede. Selv om diplomatiske relationer er gået noget galt de senere år, har de to lande udbredt de mindre forskelle ved at genoprette gode forbindelser, som blev stærkt skadet i februar 2006, da Tyrkiet var værd som en delegation fra den palæstinensiske gruppe Hamas.
Ved et formelt besøg til Tyrkiet i 2006 fastslog Israels udenrigsminister Tzipi Livni at "De tosidige forbindelser [mellem Tyrkiet og Israel] er udmærkede. Ikke bare på leder-til-leder-niveau, men også på folk-til-folk-niveau"
En tyrkisk diplomat, Selahattin Ulkumen, har fået æren som en af Righteous Among the Nations-priserne for sit arbejde med at redde jøder fra nazistiske ledere på øen Cypern, ved at udstede tyrkiske visere og senere ordne med transport til tyrkisk territorium. En anden diplomat, Necdet Kent, reddede også jøder fra nazistiske autoriteter, og fik for dette en speciel medalje af staten Israels regering.

### Sovjetunionen og østbloklandene
Sovjetunionen stemte for FN’s delingsplan i 1947 (resolution 181), og banede med det vej for oprettelsen af Staten Israel. Inden for 11 minutter efter, at Israel havde erklæret sig uafhængig, blev staten anerkendt af USA. Sovjetunionen fulgte snart efter, sammen de fleste af de vestlige magter.
Sovjetunionen og de andre kommunistiske stater i Europa (med undtagelse af Rumænien) stoppede de diplomatiske bånd med Israel i løbet af Seksdageskrigen i 1967. Relationerne blev genoprettet i 1991 efter, at Sovjetunionen blev opløst, til trods for, at fjendtlige arabiske lande så som Syrien også for det meste afsluttede sine forhold til Rusland.

## Arabiske stater
Israel har fulde diplomatiske relationer med Egypten (Den egyptisk-israelske fredsaftale blev underskrevet i 1979), Jordan (Den israelsk-jordanske fredsaftale blev underskrevet i 1994) og Mauretanien, samt handelsrelationer med Qatar. Hvis en persons pas viser, at vedkommende er rejst til Israel, bortset fra ved diplomatiske pas, er det forbudt at komme ind i sultanatet Oman, blandt andre arabiske og muslimske stater.
1. oktober 1994 annoncerede Golfstaterne offentligt, at de støttede kritik af den arabiske boykot, hvilket førte til, at den anden og den tredje boykot af Israel blev afskaffet. Israel har diplomatiske forbindelser med 9 ikke-arabiske muslimske land og med 39 af de 43 afrikanske stater under Sahara, som ikke er medlemmer af Den Arabiske Liga.
I eftertid af USA’s invasion af Irak i 2003, har diplomater diskuteret mulighederne for forbedret forhold mellem Israel og Irak. Imidlertid sagde den dengang irakiske premierminister Iyad Allawi i 2004, at Irak ikke ville oprette diplomatiske bånd med Israel.
I 2005 annoncerede Saudi-Arabien slutningen på bandlysningen af israelsk gods og service, for det meste på grund af applikationerne med Verdens Handelsorganisation, hvor et medlemsland ikke kan bandlyse et andet totalt. Boykotten i sommeren 2006 blev alligevel ikke indstillet.
Spændingen mellem Syrien og Israel øgede efter Israels udførelse af Operation Orchard 6. september 2007. Israel bombede et nordligt syrisk kompleks i nærheden af Dayr az-Zawr, som efter sigende skulle indeholde radioaktivt materiale fra Nordkorea.

## Latinamerika

### Colombia
Da FN samtykkede i at oprette staten Israel ved resolution 181, afholdt Colombia sig fra det. Da Israel blev oprettet i 1948, anerkendte Colombia ikke Staten Israel.
Diplomatiske forbindelser mellem Colombia og Israel blev officielt oprettet i midten af 1950'erne, og der blev sat ambassader op i Bogotá og Tel Aviv, åbnede i 1960'erne. I begyndelsen var relationerne svage, men de er blevet bedre i løbet af årene. De blev betydeligt stærkere i 1988, da store handelsaftaler blev oprettet mellem Israel og Colombia.

### Mexico
Mexico og Israel har haft diplomatiske relationer siden januar 1950. I løbet af årene har de opretholdt nære bånd til hinanden. I 2000 blev der dannet en fri handelsaftale mellem landene.

### Venezuela
Relationene har historisk været stærke, men de tosidige bånde er nogle gange blevet ødelagt under præsident Hugo Chávez' styre i Venezuela. Den jødiske befolkning i Venezuela, som nåede op mod 45 000, er nu nede i 15 000 "som et resultat af alvorlig ustabilitet i landet", i følge israeleren Stephen Roth Institute. The Miami Herald, Jewish Times og jødiske organisationer har rapporteret store emigrationer af jøder fra Venezuela i løbet af Chávez' styre. Som et resultat av slagene i juni/juli 2006 på Gazastripen kaldte Venezuela sin ambassadør i Israel tilbage. Ambassaden er fortsat åben og virksom.[kilde mangler]

## Internationale organisationer
Den første internationale organisation, som Israels regering blev med i var International Wheat Council, oprettet som en del af Point Four Program i begyndelsen af 1949. Siden 11. maj 1949 har staten været medlem af FN.
Israel er et medlem af mange organisationer inden for FN, inkluderet UNESCO, UNHCR og FAO (FAO). Israel deltager også i andre internationale organisationer, så som Det Internationale Atomenergiagentur (IAEA) og Verdenssundhedsorganisationen.
Inden for UNESCO er Israel medlem af det forskningsmæssige styre for informatikprogrammer, et aktivt medlem i International Hydrologic Plan (IHP) og et aktivt medlem i Man and Biosphere- programmet (MAB).
Israel er medlem af Framework Programmes for Research and Technological Development og European Organization for Nuclear Research (CERN), European Synchrotron Radiation Facility (ESRF), European Laboratory and Organization for Molecular Biology (EMBP/EMBL/EMBC), International Plant Genetic Resources Institute (IPGRI) siden 1994, International Network for Small and Medium Sized Enterprises.
og Bank for International Settlement i 2003.
Israel er, pr. maj 2007, et prøvemedlem af OECD.
Israel er medlem af Middelhavsdialogen med NATO.